# Erechtia albipes
Erechtia albipes är en insektsart som beskrevs av William D. Funkhouser. Erechtia albipes ingår i släktet Erechtia och familjen hornstritar. Inga underarter finns listade i Catalogue of Life.